# Аквилонов, Евгений Петрович
Евге́ний Петро́вич Аквило́нов (4 [16] ноября 1861, Тамбов — 30 марта [12 апреля] 1911, Козлов, Тамбовская губерния) — протопресвитер русской армии и флота, православный богослов.

## Биография
Евгений Аквилонов родился в семье тамбовского кафедрального протоиерея. Окончил Тамбовскую духовную семинарию (1882) и Санкт-Петербургскую духовную академию со степенью магистра в 1886 году. После окончания учёбы остался преподавать в академии, читая лекции по православной апологетике, а с 1890 года стал преподавать на кафедре введения в круг богословских наук.
С 1896 года стал священником и был назначен на служение к Входоиерусалимской Знаменской церкви в Петербурге. В 1899 году получил звание доцента, а в 1900 году стал профессором. В 1903 году был переведён в военное ведомство и стал настоятелем церкви Лейб-гвардии Кавалергардского Её Величества Императрицы Марии Фёдоровны полка. С 1903 по 1910 год был профессором богословия в Санкт-Петербургском историко-филологическом институте.
В 1908 году  работал в комиссии по пересмотру положения о военном духовенстве, с 17 ноября того же года Собранием военного духовенства избран на должность Председателя ревизионной комиссии по делам похоронной кассы.
23 марта 1910 года  был назначен помощником протопресвитера военного и морского духовенства А. А. Желобовского, после смерти которого был Высочайше утверждён 7 мая того же года протопресвитером Военного и Морского духовенства русской армии, с увольнением его от должности настоятеля церкви Кавалергардского полка и от духовно-учебной службы.

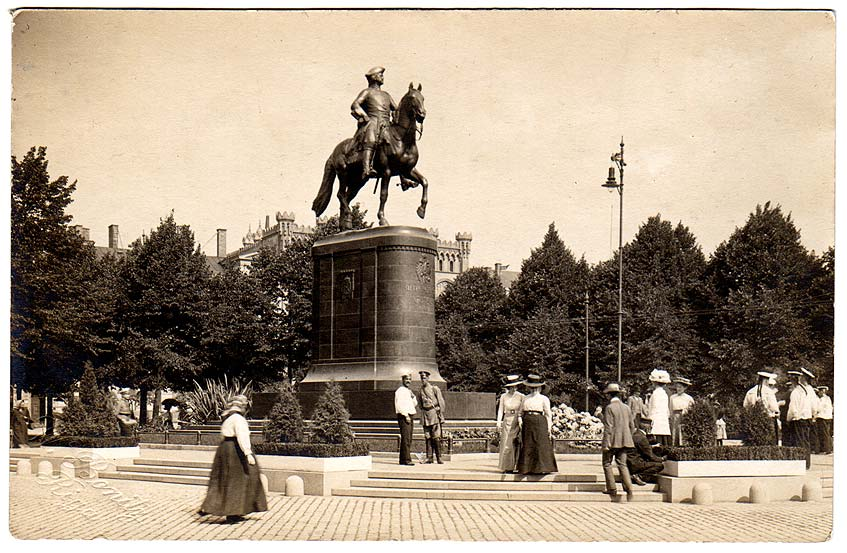
Памятник Петру I в Риге

В должности протопресвитера в 1910 году совершил поездки по городам Российской империи; посетил Ригу на торжество освящения памятника императору Петру I, построенного в первую очередь на пожертвования населения города, что было связано с широкомасштабным празднованием двухсотлетия вхождения в состав Российской империи.
Затем совершил поездку в Варшаву (Варшавскую губернию Привислинского края) для обозрения подведомых церквей Варшавской и Привислинской епархии. В 1910-е годы в Варшаве насчитывалось приблизительно 49 православных церквей. А сразу же после русской революции были закрыты опустевшие военные церкви, которые власти не позволили обратить в приходы. В 1920-е годы в Варшаве были уничтожены или перестроены в костёлы в том числе на уничтоженном впоследствии военно-гарнизонном кладбище в Повонзках, четыре при учебных и шесть при благотворительных и лечебных учреждениях, две тюремные церкви и более 20 военных церквей.
Занимался трудными темами богословской тематики — учением о Церкви, доказательством бытия Божия, исследованием иудаизма. Уделял внимание полемике с видными литературными и философскими деятелями того времени, обличал толстовские и социалистические идеи. Выступал против совершения панихид по иноверцам.
Аквилонов являлся искренним и убежденным патриотом, монархистом. Был близок к Русскому собранию и Союзу русского народа, возможно даже являлся их членом. Выступал на монархических собраниях с докладами и речами на темы государства и церкви, написал ряд работ, посвященных обличению социал-демократов и прочих революционеров, боролся с социалистической и либеральной пропагандой в армии. Автор сочинения «Иудейский вопрос. О невозможности предоставления полноправия русским гражданам из иудейского народа» (СПб., 1906), в котором отстаивал идеи о нееврейском происхождении Христа и несовместимости исповедания иудаизма с гражданским равноправием.
15 марта 1911 года он подал прошение об увольнении его в двухмесячный отпуск в Козлов Тамбовской губернии, где и умер 30 марта  от ползучей саркомы горла. На должности протопресвитера армии и флота его сменил Георгий Шавельский.
Отпевание протопресвитера Евгения Аквилонова состоялось 4 апреля 1911 года в Петербурге, в церкви Кавалергардского Её Величества Государыни Императрицы Марии Федоровны полка, настоятелем которой он был многие годы. Похоронен  на Никольском кладбище Александро-Невской лавры; погребальную процессию возглавляли два епископа — Омский Владимир (Путята) и Нарвский Никандр (Феноменов).

## Награды
Признание к Аквилонову пришло уже при жизни, он являлся ординарным профессором и доктором богословия Санкт-Петербургской духовной академии, был награждён митрой и палицей, а также наперсным золотым крестом из кабинета его величества.
В 1908 году награждён Орденом Святой Анны 2-й степени.
В 1909 году представлен к награде Орденом Святого Владимира 3-й степени. В этом же году указом Святейшего синода от 21 сентября протоиерею Евгению Аквилонову 
было разрешено возлагать при богослужениях палицу.

Могила Аквилонова на Никольском кладбище Александро-Невской лавры в Санкт-Петербурге.

## Сочинения
- Церковь, научные определения Церкви и апостольское учение о ней как Теле Христовом. — СПб.,1894. (основное сочинение). pdf
- Научно-богословское самооправдание христианства. Введение в православно-христианскую апологетику. — СПб., 1894.
- Новозаветное учение о церкви. Опыт догматико-экзегетического исследования. — СПб., 1896. (2-е изд. - СПб., 1904)
- О Спасителе и о спасении. — СПб., 1899.
- О божестве Господа нашего Иисуса Христа и о средствах нашего спасения. — СПб., 1901.
- О божественности христианства и о превосходстве его над буддизмом и мохаммеданством. — СПб., 1904.
- К рождению государя наследника. (Сказание). — СПб., 1904.
- Аквилонов Е. П. Часть 1 [http://spbpda.ru/data/1903/02/1903-02-01.pdf Часть 2 Часть 3 Часть 4 Часть 5 Часть 6 Окончание] // О божественности христианства и превосходстве его над буддизмом и мохаммеданством (журнал «Христианское чтение», 1903). — СПб.: Санкт-Петербургская православная духовная академия, 2009. — 586 с.
- Ответ архимандриту Павлу : по поводу его "Кратких замечаний" на нашу книгу "Церковь. Научные определения церкви и апостольское учение о ней, как о теле Христовом". — СПб., 1905.
- О физико-телеологическом доказательстве бытия Божия. -СПб., 1905.
- О сионизме. Ответ на "Открытое письмо" д-ра Гордона к проф. И. Г. Троицкому. — СПб., 1905.
- Христианство и современные события. — СПб., 1905.
- Следует ли православному духовенству служить панихиды над иноверцами? — СПб., 1905.
- О соборности Церкви в связи с вопросом о восстановлении всероссийского патриаршества. — СПб., 1905.
- Об истинной свободе и нравственном долге. (по поводу Высочайшего манифеста от 17 октября 1905 г.). — СПб., 1905.
- Христианство и социал-демократия в отношении к современным событиям. — СПб., 1906.
- Ответ на статью г-на В. И.: "Библия и смертная казнь" (см. № 26 "Ц.Вестн", от 29 июня 1906 г.). — СПб., 1906.
- "Не убий" по современному толкованию и по библейскому учению. — СПб., 1906.
- О недозволительности служения православным духовенством паннихид в храмах по усопших иноверцах-христианах. (ответ троим оппонентам). — СПб., 1906.
- Иудейский вопрос. О невозможности предоставления полноправия русским гражданам из иудейского народа. — СПб., 1907.
- Против думской отрыжки. (по поводу статьи г. А. Д-ова: "Смертная казнь и "думы" о. А-ва"). — СПб., 1907.
- Последний ответ г. А. Д-ову (на его статью: "По поводу полемической статьи о. А-ва", см. "Церковный Вестник", 1907 г., №2 и 3, ср. № 27 за 1906 г.). — СПб., 1907.
- Мысли о. Иоанна Кронштадтского о воспитательном значении слова Божия. — СПб., 1909.
- Воскресение Христово - величайшее торжество нравственного миропорядка. — СПб., 1910.
- Тайна богочеловечества и ее значение для современной жизни. — СПб., 1910.
- Бессмертие. — СПб., 1912.